# Doctor Who: Series 12 (саундтрек)
Doctor Who: Series 12 (Original Television Soundtrack) (рус. «Доктор Кто»: Сезон 12) — альбом саундтреков, содержащий музыку из 12-го сезона телесериала «Доктор Кто». Композитор — Сегун Акинола. Альбом вышел 3 апреля 2020 года. На двух дисках содержатся 48 саундтреков из 10 серий сезона.

## Список треков
| № диска | № трека | Название трека                          | Длительность | Эпизод                     |
| ------- | ------- | --------------------------------------- | ------------ | -------------------------- |
| 1       | 1       | «Series 12 Opening Titles»              | 0:40         | Разные эпизоды             |
| 1       | 2       | «The Attacks»                           | 2:28         | «Спайфолл. Часть 1»        |
| 1       | 3       | «Hold On»                               | 0:53         | «Спайфолл. Часть 1»        |
| 1       | 4       | «MI6»                                   | 5:09         | «Спайфолл. Часть 1»        |
| 1       | 5       | «Beyond Your Understanding»             | 1:28         | «Спайфолл. Часть 1»        |
| 1       | 6       | «Doctor, The Doctor»                    | 1:02         | «Спайфолл. Часть 1»        |
| 1       | 7       | «Going Undercover»                      | 4:04         | «Спайфолл. Часть 1»        |
| 1       | 8       | «The Spy Master»                        | 5:51         | «Спайфолл. Часть 1»        |
| 1       | 9       | «Don’t Panic»                           | 3:41         | «Спайфолл. Часть 2»        |
| 1       | 10      | «The Incredible Shrinking Device»       | 3:07         | «Спайфолл. Часть 2»        |
| 1       | 11      | «Thank You»                             | 2:11         | «Спайфолл. Часть 2»        |
| 1       | 12      | «The Lie»                               | 3:10         | «Спайфолл. Часть 2»        |
| 1       | 13      | «Tranquility Spa»                       | 3:05         | «Сирота-55»                |
| 1       | 14      | «Stay Alive»                            | 2:48         | «Сирота-55»                |
| 1       | 15      | «One Possible Future»                   | 6:59         | «Сирота-55»                |
| 1       | 16      | «Big Fat Liar»                          | 2:17         | «Ночь ужасов Николы Теслы» |
| 1       | 17      | «The American Sense of Humour»          | 2:22         | «Ночь ужасов Николы Теслы» |
| 1       | 18      | «Official Eviction Notice»              | 1:38         | «Ночь ужасов Николы Теслы» |
| 1       | 19      | «Superior Minds»                        | 3:21         | «Ночь ужасов Николы Теслы» |
| 1       | 20      | «The Future Is Mine»                    | 5:01         | «Ночь ужасов Николы Теслы» |
| 1       | 21      | «Judoon Warning Transmission»           | 2:51         | «Беглец джудунов»          |
| 1       | 22      | «You Missed Me, Right?»                 | 0:50         | «Беглец джудунов»          |
| 1       | 23      | «Fugitive Identified»                   | 2:44         | «Беглец джудунов»          |
| 1       | 24      | «The Lighthouse»                        | 5:05         | «Беглец джудунов»          |
| 1       | 25      | «Something Is Coming for Me»            | 3:54         | «Беглец джудунов»          |
| 2       | 1       | «Together and Alone»                    | 3:29         | «Праксей»                  |
| 2       | 2       | «Praxeus»                               | 6:39         | «Праксей»                  |
| 2       | 3       | «Three Idiots Roaming»                  | 5:17         | «Праксей»                  |
| 2       | 4       | «Get Everyone Out»                      | 2:45         | «Вы меня слышите?»         |
| 2       | 5       | «The Bloke Watching Your Dreams»        | 1:57         | «Вы меня слышите?»         |
| 2       | 6       | «His Eternal Partner»                   | 3:31         | «Вы меня слышите?»         |
| 2       | 7       | «It’s Not Just You»                     | 5:31         | «Вы меня слышите?»         |
| 2       | 8       | «Tales of The Dead»                     | 2:04         | «Призраки виллы Диодати»   |
| 2       | 9       | «A Traveller Moving Through Time»       | 2:15         | «Призраки виллы Диодати»   |
| 2       | 10      | «Quicksilver»                           | 2:32         | «Призраки виллы Диодати»   |
| 2       | 11      | «She Was the Universe»                  | 3:21         | «Призраки виллы Диодати»   |
| 2       | 12      | «Brendan»                               | 2:35         | «Вознесение киберлюдей»    |
| 2       | 13      | «Be Afraid»                             | 3:46         | «Вознесение киберлюдей»    |
| 2       | 14      | «The Fall»                              | 2:02         | «Вознесение киберлюдей»    |
| 2       | 15      | «The Ascension Shall Begin»             | 4:11         | «Вознесение киберлюдей»    |
| 2       | 16      | «Everything Is About to Change»         | 2:49         | «Вознесение киберлюдей»    |
| 2       | 17      | «Tecteun»                               | 3:10         | «Вечные дети»              |
| 2       | 18      | «Time Lords»                            | 2:49         | «Вечные дети»              |
| 2       | 19      | «The Division»                          | 1:11         | «Вечные дети»              |
| 2       | 20      | «CyberMasters»                          | 5:08         | «Вечные дети»              |
| 2       | 21      | «My Penance»                            | 6:03         | «Вечные дети»              |
| 2       | 22      | «Home Sweet Home»                       | 1:25         | «Вечные дети»              |
| 2       | 23      | «Ascension of the Cybermen End Credits» | 1:10         | «Вознесение киберлюдей»    |